# Anders Carlstedt
Anders Carlstedt, född 30 november 1758, död 1811, var en svensk riksdagsledamot och politiker.

## Biografi
Anders Carlstedt föddes 1758 och avled 1811. Han omnämns som ålderman i Linköping.
Carlstedt var riksdagsledamot för borgarståndet i Linköping vid riksdagen 1809–1810.